# Пинилья, Маурисио
Маури́сио Пини́лья (исп. Mauricio Pinilla; 4 февраля 1984, Сантьяго) — чилийский футболист, нападающий. Выступал в сборной Чили.

## Клубная карьера
Начинает свою карьеру в «Универсидад де Чили», где сразу же в первом сезоне забивает 20 голов в 32 матчах. После столь впечатляющего начала его покупает миланский «Интер» за 2,8 миллиона долларов. Но сезон он начнет в «Кьево», куда будет отдан в аренду. Зимой 2004 года Маурисио переходит на правах аренды в испанскую «Сельту».
Летом 2004 года половину прав на чилийца приобретает лиссабонский «Спортинг». 5 голов в 20 матчах — таков показатель выступлений Пинильи в Португалии за 1,5 года, и в январе 2006 он отправляется в аренду в «Расинг» из Сантандера. Новый сезон 2006 года он начинает в шотландском «Харт оф Мидлотиан», но травмы не дали ему возможности раскрыться в полную силу, и в 2007 году Пинилья отправляется в аренду в родной «Универсидад де Чили». Отыграв полсезона, игрок возвращается в «Хартс», однако, проведя на поле всего 2 игры, уходит в аренду в бразильский «Васко да Гама». В 2009 году Маурисио возвращается в Европу и выступает за «Аполлон» из Кипра.
В августе 2009 года игрок подписывает контракт с клубом из Серии В «Гроссето». По ходу сезона Пинилья становится лидером команды и возглавляет список снайперов в Серии В, забив 24 мяча в 24 матчах. В июне 2010 появилась информация о его переходе в «Палермо». 11 июля он перешёл в стан «розанеро». 5 января 2011 года Пинилья получил перелом пятой плюсневой кости.
В сезоне 2011/12 провел в составе «Палермо» 12 матчей забил 2 мяча.
25 января 2012 года перешёл в «Кальяри» на правах аренды с правом выкупа. Дебютировал в составе команде уже через три дня в матче против «Милана» 0:3 в 20 туре чемпионата, а во втором матче в составе «россаблу» забивает первый гол, обыграна «Рома» 4:2.

## Национальная сборная
В первой сборной Пинилья дебютировал 30 марта 2003 года в товарищеском матче против Перу и забил гол (2:0).

## Достижения
Чили
- Победитель Кубка Америки: 2015, 2016